# Klorsulfonska kiselina
Klorsulfonska kiselina (klor + sulfonska kiselina, ClSO3H, HSO3Cl (tradicionalna formula), SO2(OH)Cl) jetka je bezbojna, higroskopna, slabo žućkasta tekućina oštra mirisa. Na zraku se jako puši, nagriza oči, kožu i sluznicu, uzrokuje jače opekline. S vodom se eksplozivno raspada na sumpornu i solnu kiselinu.
Industrijski se proizvodi uglavnom izravnim spajanjem sumporova(VI) oksida (SO3) i klorovodika (HCl). Može se pripraviti i s klorovodikom, te otopinom sumporova(VI) oksida u sumpornoj kiselini:
HCl + SO3 → ClSO3H
2 ClSO3H + SO3 → H2SO4 + S2O5Cl2
Služi u organskoj sintezi za kloriranje, sulfokloriranje (npr. u proizvodnji saharina) i sulfoniranje (sulfuriranje), a u vojnoj tehnici kao sredstvo za zamagljivanje (stvaranje umjetne magle) avionom iz zraka, itd.